# Otto Danieli
Ottavio Otto Danieli, szwajcarski curler, mistrz świata z 1975.
Danieli reprezentował Zürich Crystal Curling Club, jego utworzona 6 lat wcześniej drużyna wygrała mistrzostwa kraju 1975. Szwajcarzy na MŚ z bilansem 6 wygranych i 3 porażek zakwalifikowali się z 4. miejsca do półfinałów. W meczu przeciwko Kanadzie (Bill Tetley) Danieli przejął ostatnią partię jednym kamieniem i wynikiem 6:5 znalazł się w finale. W swoim ostatnim zagraniu Otto ustawił kamień najbliżej guzika, który dodatkowo był schowany za strażnika, Tetleyowi nie udało się go wybić. Finał przeciwko Amerykanom (Ed Risling) zakończył się wynikiem 7:3 na korzyść drużyny z Zurychu. Był to pierwszy tytuł mistrzów świata dla Szwajcarii, zawodnicy z tego kraju powtórzyli to dotychczas tylko w 1981 i 1992.
Danieli zakończył karierę sportową w 1988 w wyniku poważnej choroby żony. W latach 1995–1998 był trenerem męskiej reprezentacji Włoch na mistrzostwach Europy. Za pierwszym razem zajęli 4. miejsce, co było jednym z najlepszych wyników we włoskim curlingu. Kolejne występy kończyły się coraz to gorszymi wynikami, za każdym razem w tych 4 mistrzostwach kapitanem był Claudio Pescia.

## Drużyna
|           | Czwarty      | Trzeci           | Drugi         | Otwierający |
| --------- | ------------ | ---------------- | ------------- | ----------- |
| 1969/1975 | Otto Danieli | Roland Schneider | Rolf Gautschi | Ueli Mülli  |